# Skrivena sudbina (televizijska serija)
Skrivena sudbina (turski: Can Borcu) turska je dramska televizijska serija koja se emitira od 21. prosinca 2024. godine na turskoj televizijskoj postaji ATV. Seriju je režirao Semih Bağcı, a scenarij je napisao Onur Uğraş. U Hrvatskoj će se serija prikazivati na televizijskoj postaji Nova TV.

## Radnja
U središtu radnje nalazi se Mehmet, uspješan odvjetnik koji pokušava popraviti narušen odnos sa svojom otuđenom kćerkom Doğom nakon tragične smrti svoje supruge. Dok se Mehmet bori održati obitelj na okupu, stare se tajne i osobne izdaje počinju otkrivati, stavljajući njihove veze na konačnu kušnju.
Priča se dodatno komplicira kada se otkrije tajna afera Celala, što dovodi do previranja u obitelji. U međuvremenu, njegova supruga Handan, nesvjesna raspada oko sebe, bori se održati obitelj zajedno unatoč svim preprekama.

## Glavni likovi[3]
- Bülent İnal kao Mehmet
- Ebru Özkan kao Handan
- Mine Tugay kao Emel
- Cüneyt Mete kao Yaşar
- Ragıp Savaş kao Celal
- Demircan Kaçel kao Ferit
- Nurşim Demir kao Necmiye
- Dora Dalgıç kao Doga Musluoglu

## Produkcija
Seriju producira NTC Medya, a izvršni producent je Cenk Yengin. Režiju je preuzeo Semih Bağcı, dok je scenarij napisao Onur Uğraş. Glazbu za seriju komponirali su Metin Arigül, Ender Gündüzlü i Can Sanibelli.